# Apparato per deviatoi manuali

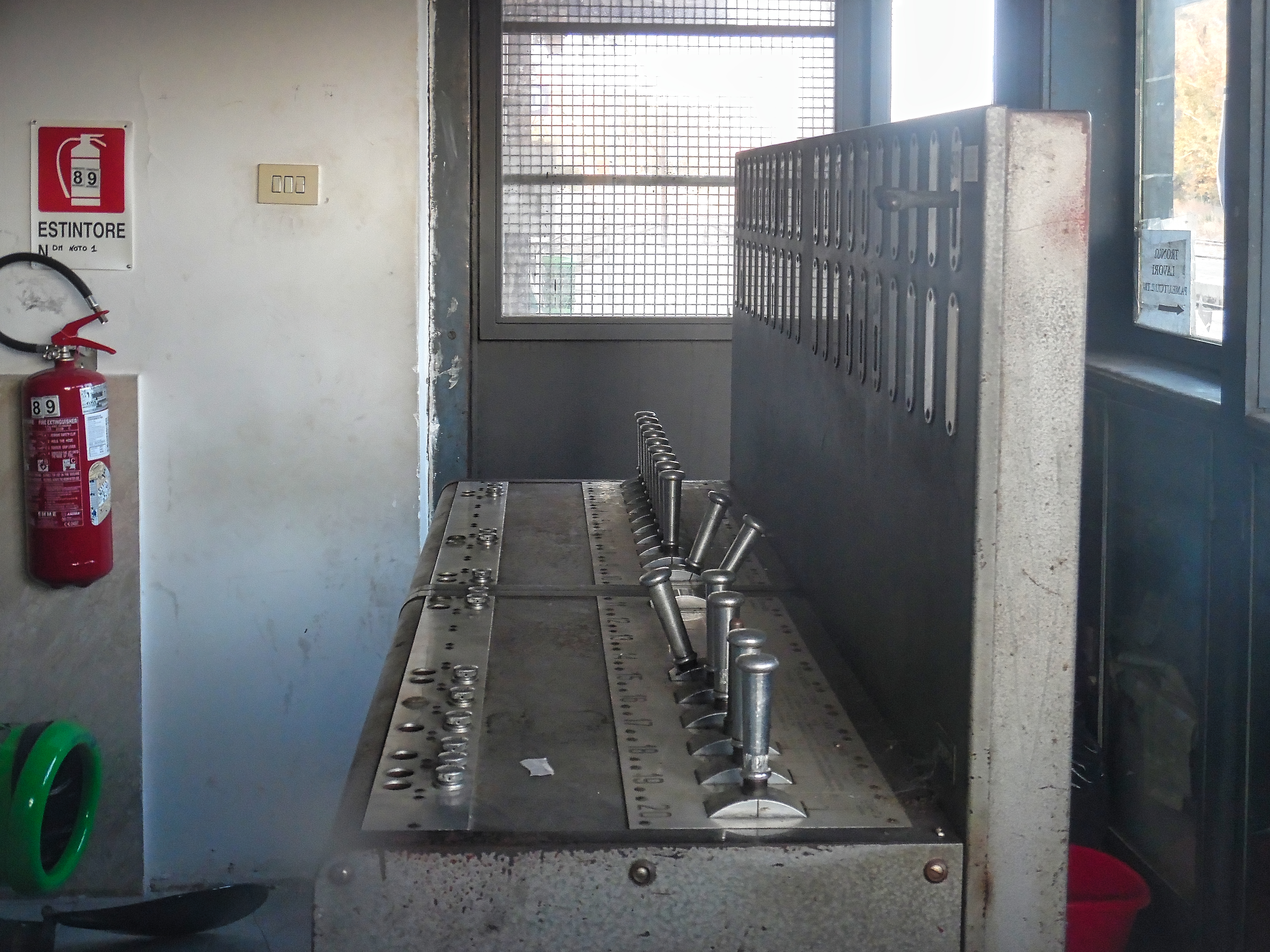
Veduta laterale dell'ADM della stazione di Noto in Sicilia

In ambito ferroviario si definisce apparato per deviatoi manuali (abbreviato ADM), una tipologia di apparato di sicurezza facente parte della famiglia degli apparati semplificati a chiave (abbreviato ASC) dove il vincolo meccanico di sicurezza tra deviatoio e segnalamento luminoso era dato dalle chiavi dei fermascambi e fermadeviatoi.

## Caratteristiche
Gli ADM avevano caratteristiche molto simili agli apparati centrali elettrici a leve individuali, ma senza prevedere deviatoi centralizzati; al contrario, avevano il controllo, seppur primitivo, della fermascambiatura dei deviatoi a mano. Il collegamento di sicurezza era dato dalla presenza delle chiavi FS 44, prelevate dal fermascambio o dall'eventuale unità bloccabile del fermadeviatoio FS 55, nella serratura del banco. Un singolo apparato si componeva del banco di manovra con le leve per segnali e itinerari, non colorate a differenza degli ACE, mentre le serrature per le chiavi erano disposte su una parete verticale perpendicolare al banco.

### Formazione degli itinerari
Gli itinerari venivano formati manovrando a mano i deviatoi del piazzale nella posizione voluta dal deviatore o dal Dirigente Movimento stesso, inserendo la chiave di risulta estratta dal fermascambio nell'apparato, realizzando il vincolo di sicurezza. Una volta completata l'operazione di manovra di tutti i deviatoi per quell'itinerario o instradamento e verificati i collegamenti di sicurezza, si poteva bloccare il percorso e manovrando il segnale a via libera tramite le leve sul banco di manovra.

## Esercizio
Data la natura di questa tipologia di apparati, questi non erano particolarmente adatti a stazioni con ampi piazzali e grandi volumi di traffico a causa della complessità e lunghezza delle operazioni di formazione degli itinerari; negli anni sono stati gradualmente sostituiti da apparati più moderni e versatili quali gli ACEI e ACC, rimanendo in servizio solo su linee a scarso traffico o in scali merci. All'inizio degli anni 2000 alcune delle ultime località di servizio dotate di ADM erano Civitavecchia, Valenza, Avellino e Roma San Lorenzo mentre risultava ancora attivo al 2014 quello presente a Spinazzola, capolinea della linea da Barletta ancora gestita in Dirigenza Unica.